# Łokomotyw Kijów
Łokomotyw Kijów (ukr. ФК «Локомотив» Київ) – ukraiński klub piłkarski z siedzibą w stolicy kraju, mieście Kijów, występujący w rozgrywkach Druhiej lihi.

## Historia
Chronologia nazw:
- 1919: STMZ Kijów (ukr. СТМЗ [Спортивне Товариство Московсько-Києво-Воронезької залізниці] Київ, ros. СОМЖ [Спортивное Общество Московско-Киево-Воронежской железной дороги] Киев)
- 1921: MKW kolej Kijów (ukr. МКВ залізниця Київ, ros. МКВ ж.д. Киев)
- 1922: SK kolejarzy Kijów (ukr. «СК залізничників» Київ, ros. «СК железнодорожников» Киев)
- 1923: Kolejarski SK Kijów (ukr. «Залізничний СК» Київ, ros. «Железнодорожный СК» Киев)
- 1924: Żełdor Kijów (ukr. «Желдор» Київ, ros. «Желдор» Киев)
- 1936: Łokomotyw Kijów (ukr. «Локомотив» Київ, ros. «Локомотив» Киев)
- 1940: Łokomotyw Piwdnia Kijów (ukr. «Локомотив півдня» Київ, ros.«Локомотив Юга» Киев )
- 1941: Łokomotyw Kijów (ukr. «Локомотив» Київ, ros. «Локомотив» Киев)
- 1973: Czerwona Striła Kijów (ukr. «Червона стріла» Київ, ros. «Красная стрела» Киев)
- 1974: Łokomotyw Kijów (ukr. «Локомотив» Київ, ros. «Локомотив» Киев)

Piłkarska drużyna STMZ została założona w Kijowie w 1919 roku i reprezentowała Koleje Państwowe (STMZ - to skrót od Towarzystwa Sportowego Kolei Moskwa-Kijów-Woroneż). Chociaż już w 1918 roku zespół związany z koleją o nazwie Sportowe Koło Kolonii Kolejowej (ukr. «Спортивний гурток залізничної колонії» Київ, ros. «Спортивный кружок железнодорожной колонии» Киев) występował w mistrzostwach Kijowskiej Ligi Piłki Nożnej. Na początku istnienia klub nazywał się MKW kolej (Moskiewsko-Kijowsko-Woroneska kolej), SK kolejarzy, Kolejarski SK. Dopiero w 1924 otrzymał nazwę Żełdor (nazwa Żełdor to skrót od Żeleznyje Dorogi, czyli koleje), z którą występował ponad 10 lat. W 1936 zespół zmienił nazwę na Łokomotyw lub z ros. Lokomotiw, tak jak 12 stycznia 1936 roku zostało utworzone ochotnicze towarzystwo sportowe „Lokomotiw”, które przejęło pracowników transportu kolejowego
Wiosną 1936 debiutował w Grupie W Mistrzostw ZSRR, w której zajął ostatnie 8 miejsce i jesienią 1936 startował w Grupie G.
W 1937 ponownie występował w Grupie W.
Zajął 2 miejsce w Grupie W i po reformie systemu lig ZSRR awansował do Grupy A, jednak nie utrzymał się w niej. Zajął 17 miejsce i spadł do Grupy B. W 1940 występował pod nazwą Łokomotyw Piwdnia lub Lokomotiw Juga.
II wojna światowa przeszkodziła prowadzić rozgrywki w latach 1941-1945.
Po zakończeniu wojny klub w 1946 startował w Trzeciej Grupie, strefie Centralnej jako Łokomotyw. 
Później występował tylko w rozgrywkach lokalnych. W 1973 zmienił nazwę na Czerwona Striła, ale po roku wrócił do nazwy Łokomotyw.
W sezonie 2021/22 zespół startował w rozgrywkach Amatorskiej ligi Ukrainy, zajmując 10.miejsce w grupie 1, w następnym sezonie awansował na 5.pozycję w grupie 2. 
Latem 2023 roku klub zgłosił się do rozgrywek Drugiej ligi (D3) i otrzymał status profesjonalny.

## Sukcesy
- Klasa A Mistrzostw ZSRR:
  - 17 miejsce (1): 1938
- Puchar ZSRR:
  - 1/32 finału (1): 1938
- Druha liha Mistrzostw Ukrainy:
  - 10 miejsce (1): 2023/24
- Mistrzostwa Ukraińskiej SRR:
  - brązowy medalista (2): 1936 (w), 1947
- Puchar Ukraińskiej SRR:
  - finalista (1): 1938
- Mistrzostwa Kijowa:
  - mistrz (23): 1922 (w), 1922 (j),1923 (w), 1923 (j), 1924 (w), 1924 (j), 1925 (w), 1925 (j), 1926 (w), 1926 (j), 1927 (j), 1934, 1935, 1937 (j), 1938 (w), 1939 (w), 1939 (j), 1946, 1947, 1950, 1951, 1994/95, 2017
  - wicemistrz (1): 2019/20.
  - brązowy medalista (2): 2017/18, 2020/21
- Puchar obwodu kijowskiego:
  - zdobywca (3): 1940, 1941, 1950
  - finalista (1): 1957